# Apache logging services
Apache Logging services ist ein Top-Level-Projekt der Apache Software Foundation. Mit Hilfe der darin enthaltenen Frameworks können komplexe Logging-Mechanismen realisiert werden.
Unterprojekte sind:
- Apache Log4j   –  ein De-facto-Standard von Java-Softwareentwicklungen.
- Apache Log4j Kotlin      – eine Programmierschnittstelle für Kotlin
- Apache Log4j Scala       – eine Programmierschnittstelle für Scala
- Apache Log4cxx           – ein Logging-Framework für C++
- Apache chainsaw          – ein GUI basierter Viewer für Logfiles
- Apache Log4j Audit       – Ein Audit Logging Framework, das auf log4j basiert.
- Apache Log4Net           – Eine Portierung des log4j-Frameworks auf Microsoft .NET Laufzeitumgebung